# 36ª camera dello Shaolin
36ª camera dello Shaolin (Shao Lin san shi liu fang) è un film del 1978 diretto da Chia-Liang Liu.
Film di kung fu, che ha due sequel: Ritorno alla 36ª camera e I discepoli della 36ª camera.

## Trama
Il giovane studente Yu Te aiuta il suo maestro a recapitare messaggi della resistenza contro gli oppressori tartari attraverso il negozio di pesce di suo padre. Scoperto il trucco, i messaggi venivano inseriti nei pesci, i funzionari del governo distruggono la scuola ed il negozio uccidendo il padre di Yu Te il maestro ed i suoi compagni di scuola. Yu Te ferito si reca al tempio Shaolin dove ha saputo che i monaci conoscono e praticano le arti marziali. Nel tempio ci sono 35 camere, ed in ognuna si insegna una tecnica del kung fu in un crescendo di difficoltà.
Superate tutte le prove gli viene offerto di guidare una delle camere, ma uno dei maestri non è d'accordo perché pensa non sia ancora pronto e lo sfida dandogli la possibilità di scegliere l'arma con cui combattere. Yu Te perde la sfida, ma questo è uno stimolo per lui a migliorarsi e si allena, sfidando il maestro cambiando ogni volta arma e cercando di adattarsi alla tecnica dell'avversario.
Yu Te crea allora una nuova arma (un San jie gun) con cui riesce a sconfiggere il maestro: a questo punto, vuole che gli sia data la possibilità di creare la 36ª camera per poter insegnare il kung fu anche ai non monaci. Al rifiuto dell'abate e all'insistenza di Yu Te l'abate decide di punirlo. La punizione consiste nell'uscire dal tempio per raccogliere offerte. Yu Te riesce a portare a termine la sua vendetta ed a reclutare i primi allievi che faranno parte della 36ª camera dello Shaolin creata.

## Distribuzione
In Italia è stato pubblicato dalla AVO Film, restaurato e rimasterizzato, in formato DVD, nel marzo del 2007.

## Influenza culturale
Il titolo del film ha ispirato il gruppo rap Wu-Tang Clan per il nome del loro primo album, Enter the Wu-Tang (36 Chambers) (1993).
Il videogioco Chambers of Shaolin (1989) prese ispirazione non dichiaratamente dal film.